# 洪朝生
洪朝生（1920年10月10日—2018年8月19日），男，北京人，中国物理学家，中国科学院理化技术研究所研究员。中国低温物理、超导和低温工程研究的开拓者和奠基人之一。

## 生平
1940年毕业于清华大学电机工程系。1945年远赴美国留学，1948年获美国麻省理工学院理学博士学位。后于美国普渡大学及荷兰莱顿大学卡莫林·昂纳斯实验室工作。
1951年回国，时任中国科学院应用物理所副研究员、研究员，並兼任清华大学、北京大学、中国科学技术大学物理系教授一职，1978年荣任中国科学院物理研究所副所长，1982年荣任中国科学院低温技术实验中心主任。1980年当选为中国科学院学部委员(院士)。

## 榮譽
- 1950年，於半導體鍺單晶輸運現象實驗中，發現雜質能級上的導電現象，並提出半導體禁帶中雜質導電概念，此現象被半導體物理界稱之為「洪朝生效應」。亦間接促進爾後「無序系統電子輸運現象」實驗研究的開端。
- 1953年，於中國科學院物理研究所組建國內第一所低溫實驗室，主持研製低溫研究設備。陸續發現氫、氦的液化及相關技術的推廣。
- 1970年，領導低溫科研隊伍，完成大型空間模擬系統KM3與KM4低溫氦製冷系統的研製任務。為衛星升空的環境模擬出試驗要件。
- 1985年，KM4大型航天環境模擬設備的研製，榮獲「國家科技進步一等獎」。
- 1989年，榮獲中國物理學會胡剛復物理獎。
- 2000年，榮獲國際低溫工程理事會門德爾松獎。
- 2011年，榮獲美國低溫工程和低溫材料大會賽謬爾·柯林斯獎。